# Arena Po
Arena Po ist eine norditalienische Gemeinde (comune) mit 1501 Einwohnern (Stand 31. Dezember 2023) in der Provinz Pavia in der Lombardei.

## Geographie
Die Gemeinde liegt etwa 19,5 Kilometer südöstlich von Pavia in der Oltrepò Pavese und grenzt unmittelbar an die Provinz Piacenza (Emilia-Romagna) und umfasst die Fraktionen Ca’ de Ratti, Chieppa, Fabbrica, Fornace, Ghelfa, Monteacuto, Parpanese, Piantà, Plessa, Ripaldina, Salerno und Zappellone. Die nördliche Grenze bildet der Po, in den der Baldonezza mündet, der der östlichen Gemeindegrenze entspricht. Die Nachbargemeinden sind: Bosnasco, Castel San Giovanni (PC), Pieve Porto Morone, Portalbera, San Zenone al Po, Spessa, Stradella, Zenevredo und Zerbo.

## Geschichte
In einem Dokument des 10. Jahrhunderts aus dem Kloster des Heiligen Petrus in Pavia wird der Ort erstmals urkundlich erwähnt. Ab dann ist auch eine bedeutende Furt durch den Po bezeugt.

## Verkehr
Der Bahnhof von Arena Po liegt an der Bahnstrecke Alessandria–Piacenza. Durch die Gemeinde führen die Autostrada A21 (ohne Anschluss) und die frühere Strada Statale 10 Padana Inferiore (heute eine Provinzstraße) von Turin nach Monselice.